# Play Something Sweet (Brickyard Blues)
«Play Something Sweet (Brickyard Blues)» es una canción de la banda estadounidense Three Dog Night. Se publicó en septiembre de 1974 como el tercer y último sencillo de su álbum Hard Labor.

## Recepción de la crítica
Un escritor no especificado de Record World escribió: “El título es una invitación abierta a los programadores que serán atendidos con toda la alegría en el mundo de Night”. Un escritor no especificado de Cash Box declaró: “Musicalmente, el grupo ha madurado y ha cerrado el círculo al crear una combinación casi perfecta de voz y música”.

## Lista de canciones
7-inch single – Dunhill D-15013
1. «Play Something Sweet (Brickyard Blues)» – 3:32
2. «I'd Be So Happy» – 4:47

## Posicionamiento
| Gráfica (1974)                            | Pico de posición |
| ----------------------------------------- | ---------------- |
| Canadá (RPM Top Singles)                  | 25               |
| Estados Unidos (Billboard Hot 100)        | 33               |
| Estados Unidos (Cash Box Top 100 Singles) | 26               |

## Otras versiones
Originalmente, «Play Something Sweet» fue interpretada por el músico Sylvester, quien lo incluyó en su álbum Bazaar, en noviembre de 1973. El músico escocés Frankie Miller incluyó una versión de la canción en su álbum High Life, publicado en enero de 1974. B. J. Thomas publicó la canción en su álbum Longhorns & Londonbridges (1974). La cantante Maria Muldaur incluyó una versión de la canción en su álbum Waitress in a Donut Shop (1974). Miller volvió a interpretar la canción para el álbum en vivo de varios artistas Over the Rainbow, grabado el 16 de marzo de 1975 en el Rainbow Theatre, donde fue respaldado por Procol Harum. 
La canción también fue grabada en 1974 por Little Feat, durante el transcurso de las sesiones de grabación de Feats Don't Fail Me Now. Esta versión no fue lanzada hasta el año 2000, cuando fue incluida en la recopilación retrospectiva Hotcakes & Outtakes: 30 Years of Little Feat. A. J. Croce grabó la canción para su álbum de 2021, By Request. Croce resumió la canción diciendo que “trata sobre una mujer que está cansada de ver actuar a su compañero músico, porque ya lo ha visto todo antes. Ella lo apoya, pero no quiere volver a ver otro espectáculo nunca más”. Otros artistas notables que interpretaron la canción incluyen a Levon Helm, Herman Brood y Helen Shapiro.